# Список об'єктів Світової спадщини ЮНЕСКО в Демократичній республіці Конго
Список об'єктів Світової спадщини ЮНЕСКО в Демократичній республіці Конго
До списку об'єктів всесвітньої спадщини ЮНЕСКО в ДР Конго занесено 5 найменувань (стан — 2016). Усі п'ять об'єктів включено до списку за природними умовами. Також всі вони входять до списку світової спадщини в небезпеці.

## Пояснення до списку
У таблицях нижче об'єкти розташовані у хронологічному порядку їх додавання до списку Світової спадщини ЮНЕСКО.
Кольорами у списку позначено:
На мапах кожному об'єкту відповідає червона позначка ().

## Список
У даній таблиці об'єкти розташовані в порядку їхнього додавання до списку світової спадщини ЮНЕСКО.
| # | Зображення | Назва                                                              | Розташування                        | Час створення | Рік занесення до списку | №                                                    | Критерії     |
| - | ---------- | ------------------------------------------------------------------ | ----------------------------------- | ------------- | ----------------------- | ---------------------------------------------------- | ------------ |
| 1 |            | Національний парк Вірунга (фр. Parc national des Virunga)          | Провінція: Північне Ківу            | 1925          | 1979                    | № 63 [Архівовано 24 грудня 2018 у Wayback Machine.]  | vii, viii, x |
| 2 |            | Національний парк Гарамба (фр. Parc national de la Garamba)        | Провінція: Верхнє Уеле              | 1938          | 1980                    | № 136 [Архівовано 24 грудня 2018 у Wayback Machine.] | vii, x       |
| 3 |            | Національний парк Кахузі-Бієга (фр. Parc national de Kahuzi-Biega) | Провінція: Південне Ківу            | 1970          | 1980                    | № 137 [Архівовано 24 грудня 2018 у Wayback Machine.] | x            |
| 4 |            | Національний парк Салонга (фр. Parc national de la Salonga)        | Провінції: Касаї, Маї-Ндомбе, Чуапа | 1970          | 1984                    | № 280 [Архівовано 24 грудня 2018 у Wayback Machine.] | vii, x       |
| 5 |            | Заповідник Окапі (фр. Réserve de faune à okapis)                   | Провінція: Ітурі                    | 1992          | 1996                    | № 718 [Архівовано 24 грудня 2018 у Wayback Machine.] | x            |